# Seducere
Seducere (latină seducere) faptul de a seduce, sinonime: ademenire, amăgire, momire, atracție, ispită, seducție, tentație, corupere, corupție, pervertire, înșelare. 
A seduce a incita, a captiva, a subjuga, a cuceri prin farmecul vorbelor, prin purtare, maniere. 

## Seducere de minori
A seduce a ademeni, a amăgi, a înșela, a corupe, sau abuza de buna-credință a unei minore, ademenind-o și determinând-o să întrețină relații sexuale, cu promisiuni înșelătoare.  A căuta de a cuceri, a capta, să se pună  stăpânire pe deplin, pe persoana minoră. Asemenea delicte sexuale sunt comise frecvent de persoanele ce suferă de pedofilie, ei au o atracție sexuală față de copii.
Această comportare, sau act este pedepsit de lege, aproape în majoritatea țărilor lumii.